# Tratado de Saigon
O Tratado de Saigon foi assinado em 5 de Junho de 1862, entre os representantes do Império Francês e o último imperador pré-colonial do Império do Vietnã, o imperador Tu Đức. Com base nos termos do acordo, o império vietnamita cedeu Saigon, a ilha de Con Dao e três províncias do sul, (Bien Hoa, Gia Dinh, e Dinh Tuong), território este que mais tarde ficou conhecida pelos franceses como Cochinchina. O tratado foi confirmado posteriormente pelo Tratado de Hué, assinado em 14 de abril de 1863.

## O Segundo tratado de Saigon
O Segundo tratado de Saigon, assinado em 15 de Março de 1874, foi negociado pelo representante francês Paul-Louis-Félix Philastre e reiterou o estipulado no acordo anterior. O Vietname reconhecia a plena soberania da França nas três províncias capturado pelo almirante La Grandière em 1867. O Rio Vermelho (Ásia) (Song Hong) foi aberto ao comércio, bem como os portos de Hanoi, Haiphong e Qui Nhon.
Embora a França restituiu Hanói, o imperador vietnamita estava ansioso para receber a ajuda da China. Como resultado, a França e a China reclama a soberania sobre todo o território vietnamita. Em março de 1882, o primeiro governador civil de Cochinchina, Le Myre de Vilers, considerou o tratado de 1874 não cumprido. Isto levou para a ocupação de Hanói, em 27 de abril de 1882.